# گیلیام (لوئیزیانا)
گیلیام (به انگلیسی: Gilliam) شهری در ایالت لوئیزیانا کشور ایالات متحده آمریکا است که جمعیت آن در سرشماری سال ۲۰۱۰ میلادی، ۱۶۴ نفر بوده‌است.